# Національний парк Фіордленд

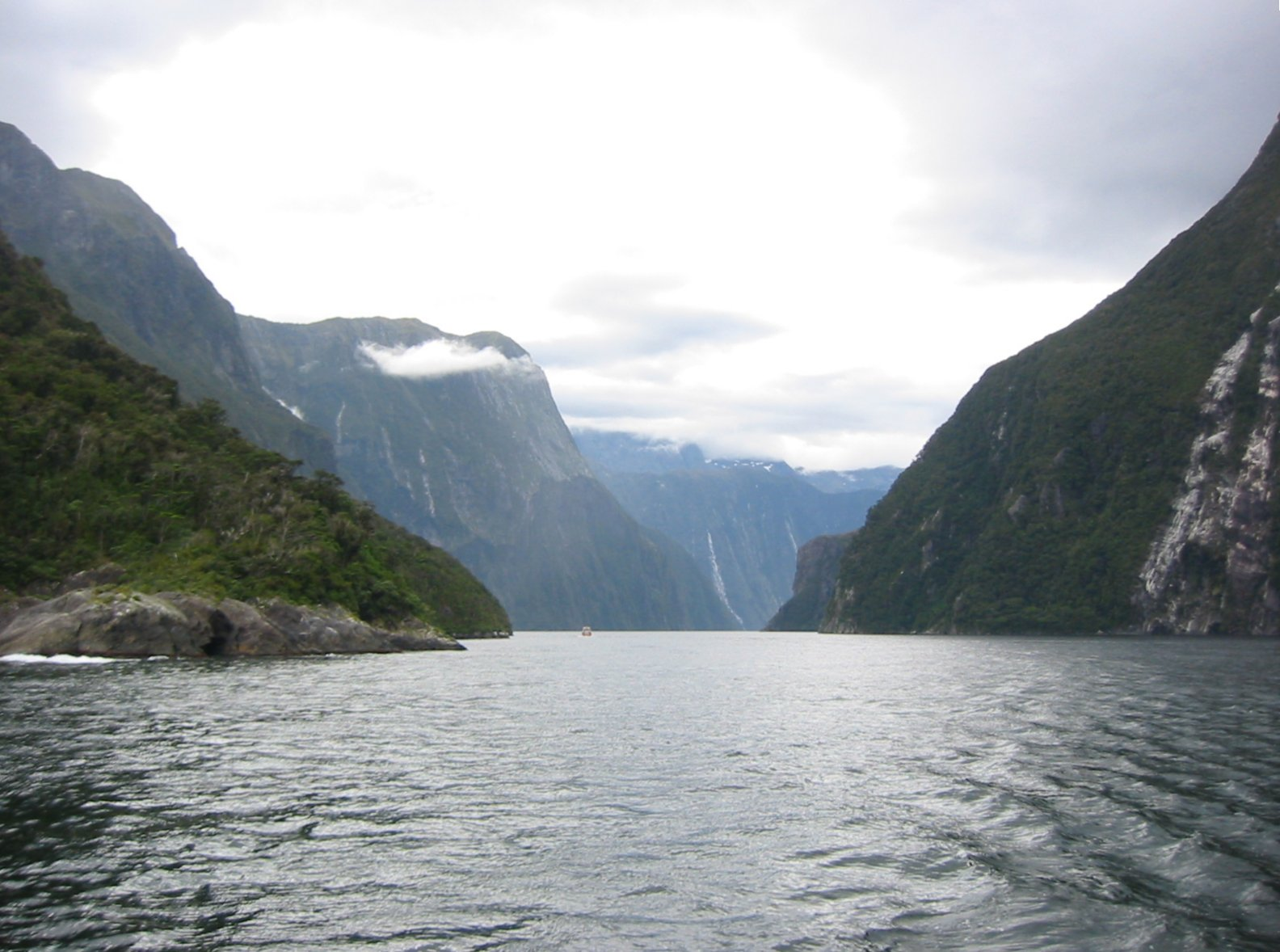
Фіорд Мілфорд-Саунд

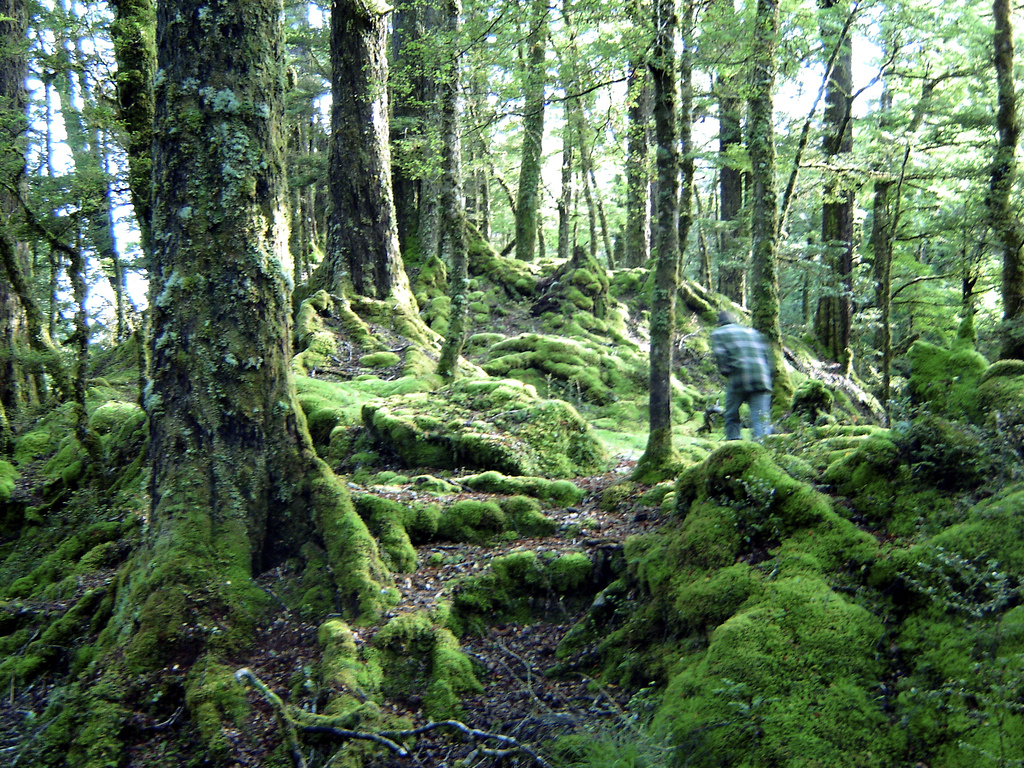
Ліс поблизу озера Те-Анау

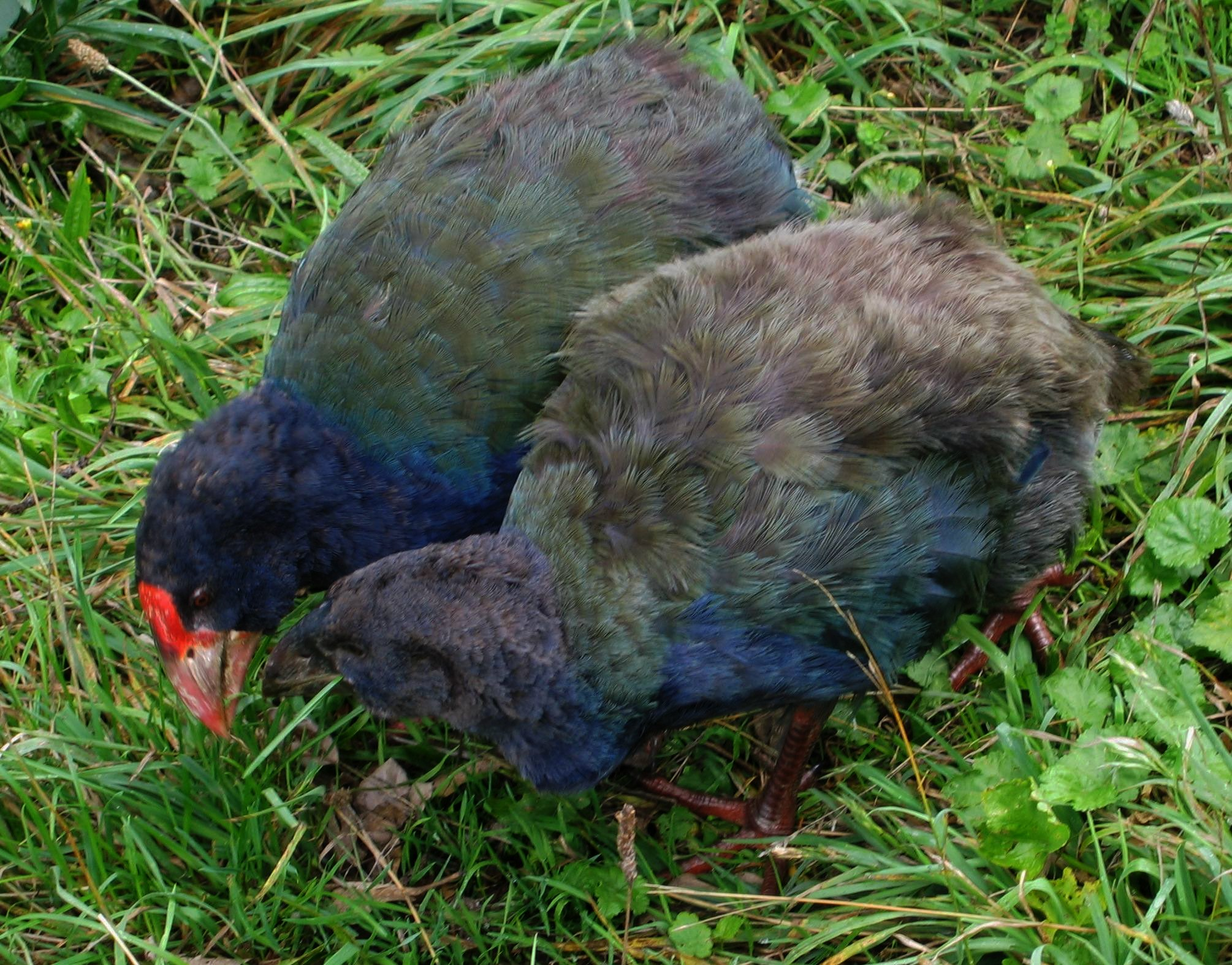
Двоє з 250 збережених на Землі такахе

Національний парк Фіордленд (англ. Fiordland National Park) — найбільший національний парк Нової Зеландії.

## Географія
Національний парк Фіордленд, площею понад 12 500 км², займає більшу частину Фіордленда, у гірській південно-західній частині Південного острова. Фіордленд зі своєї західної частини порізаний фіордами Тасманового моря, а зі сходу обмежений численними озерами. Озера, що розташовані на території Фіордленда (наприклад, озеро поурі), — найглибші в Новій Зеландії та найбільші за площею на Південному острові. Гори в цій частині Нової Зеландії досягають висоти в 2746 метрів. Є кілька мальовничих водоспадів, наприклад Сатерленд, Браун, Стерлінг та Боуен.
Разом з національними парками Вестленд, Маунт-Кук та Маунт-Аспайрінґ національний парк Фіордленд утворює зону Всесвітньої спадщини Те-Вахіпоунаму. Національний парк Фіордленд був створений в 1952 році та до сьогоднішніх днів є одним із найбільш важкодоступних районів Нової Зеландії. 1990 року він включається в список Всесвітнього спадщини ЮНЕСКО.

## Клімат
Західні схили гірських хребтів Фіордленда відносяться до одних з найвологіших регіонів на планеті. Клімат в заповіднику — різко океанічний. Температура взимку (в липні) становить приблизно 5 °C, влітку (в січні) — близько 23 °C. Схили гір покриті вологими тропічними лісами (сельва). Протягом 200 днів в році тут йдуть дощі, рівномірно випадаючи протягом року. У зв'язку з численними та тривалими опадами на морській поверхні під фіордах постійно зберігається 40-метровий шар прісної води.

## Флора та фауна
У гірських лісах серед інших порід дерев зустрічаються сріблястий нотофагус віком до 800 років. В парковій зоні численні болота з відповідною рослинністю.
У зоні національного парку проживають найбільша кількість лісових птахів Нової Зеландії, їх рідкісні представники, в тому числі останні збережені какапо та такахе. Зустрічаються також ківі бурий, скелястий кропив'яник, косоклюв, стрілець, новозеландські качки, векаралла, жовтолобий стрибаючий папуга. У Фіордленді водиться близько 3.000 видів комах, з яких 10 % зустрічається тільки на території парку. З завезених тварин у Фіордленді слід зазначити оленів вапіті, кускуса та щурів.
У фіордах мешкають новозеландські морські котики, пінгвіни Вікторії, а також субтропічні губки, молюски та корали. Тут знаходиться найбільша у світі колонія чорних коралів.